# Bactropaltis lithosema
Bactropaltis lithosema är en fjärilsart som beskrevs av Edward Meyrick 1939. Bactropaltis lithosema ingår i släktet Bactropaltis och familjen stävmalar. Inga underarter finns listade i Catalogue of Life.